# 3353 Jarvis
Jarvis (asteróide 3353) é um asteróide da cintura principal com um diâmetro de 9,72 quilómetros, a 1,7053883 UA. Possui uma excentricidade de 0,0845324 e um período orbital de 928,67 dias (2,54 anos).
Jarvis tem uma velocidade orbital média de 21,82240484 km/s e uma inclinação de 21,80872º.
Este asteróide foi descoberto em 20 de Dezembro de 1981 por Edward Bowell.